# Zwierciadło Lidy Sal
Zwierciadło Lidy Sal (hiszp. El espejo de Lida Sal) – zbiór opowiadań gwatemalskiego pisarza Miguela Ángela Asturiasa z 1967 (Siglo XXI Editores, miasto Meksyk). Pierwsze polskie wydanie dzieła miało miejsce w 1970 (Państwowy Instytut Wydawniczy) w tłumaczeniu Aleksandry Olędzkiej-Frybesowej i z ilustracjami Andrzeja Krajewskiego.
W opowiadaniach tworzących zbiór, a wyrastających z mitów ludowych i przeszłości regionu, autor ukazuje współczesne dziełu problemy społeczne Gwatemali, przede wszystkim starcie tradycji z gwałtownymi przemianami ekonomicznymi, paradoksy monokultury gospodarczej republiki bananowej, wpływy kapitału północnoamerykańskiego, złe położenie wyzyskiwanych pracowników, czy analfabetyzm (zwłaszcza wśród potomków Majów). W teraźniejszości widzi kolejne odbicie historii swojego kraju. Sprawnie unika nadmiernej dydaktyczności albo tendencyjności. Tytułowa Lida Sal jest pomywaczką i jedną z głównych bohaterek opowieści.
Naczelnym wątkiem książki jest koncepcja hybrydyzacji w poszukiwaniu gwatemalskiej tożsamości.